# Pondera County
Pondera County är ett administrativt område i delstaten Montana, USA. År 2010 hade countyt 6 153 invånare. Den administrativa huvudorten (county seat) är Conrad. 

## Geografi
Enligt United States Census Bureau har countyt en total area på 4 248 km². 4 209 km² av den arean är land och 39 km² är vatten. 

### Angränsande countyn
- Glacier County, Montana - nord
- Toole County, Montana - nord
- Liberty County, Montana - öst
- Chouteau County, Montana - öst
- Teton County, Montana - syd
- Flathead County, Montana - väst